# Kieran Lumb
Kieran Lumb, född 2 augusti 1998, är en friidrottare från Kanada. Han deltog vid olympiska sommarspelen 2024.